# وردل (واشینگتن)
وردل، واشینگتن (به انگلیسی: Veradale, Washington) یک منطقهٔ مسکونی در ایالات متحده آمریکا است که در شهرستان اسپوکن، واشینگتن واقع شده‌است.

## خصوصیات
وردل ۸٫۰ کیلومترمربع مساحت و ۹٬۳۸۷ نفر جمعیت دارد و ۶۱۷ متر بالاتر از سطح دریا واقع شده‌است.